# Stensträng
Stensträng är den arkeologiska benämningen på en raserad förhistorisk inhägnad och räknas som föregångaren till stengärdesgården. 
Stensträngar är vanligt förekommande fornlämningar i Östergötland, Öland, Gotland och södra Uppland, men förekommer även i andra landskap. De är hoprasade enkelmurar med ursprunglig höjd av 80–90 cm, i många fall förefaller murarna vara för låga för att ha fungerat som hägnader i sig, utan har möjligen varit fundament för något trästängsel. De kan vara svåra att upptäcka eftersom ofta bara stenarnas överväxta överdelar syns. Murarna var stängsel mellan betesmark och åkermark, med fägator som ledde in från de betade utmarkerna in mot gården. Särskilt på Öland finns stora områden omfattande flera gårdar med stensträngssystemen helt bevarade. De har vanligen sitt ursprung i romersk järnålder och folkvandringstid (från Kristi födelse–550 e.Kr).

## Bildgalleri

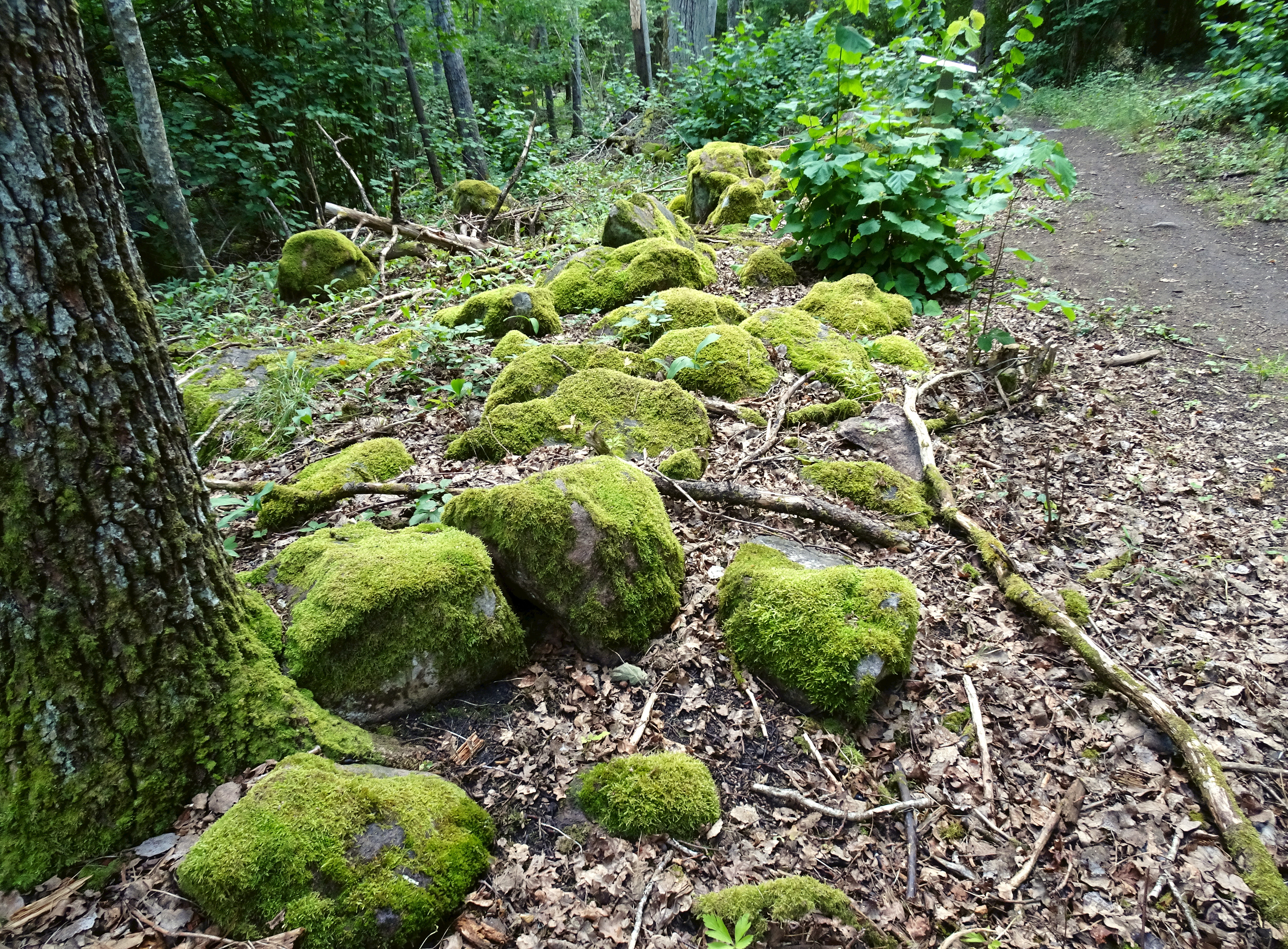
En av många stensträngar i Hansta naturreservat.
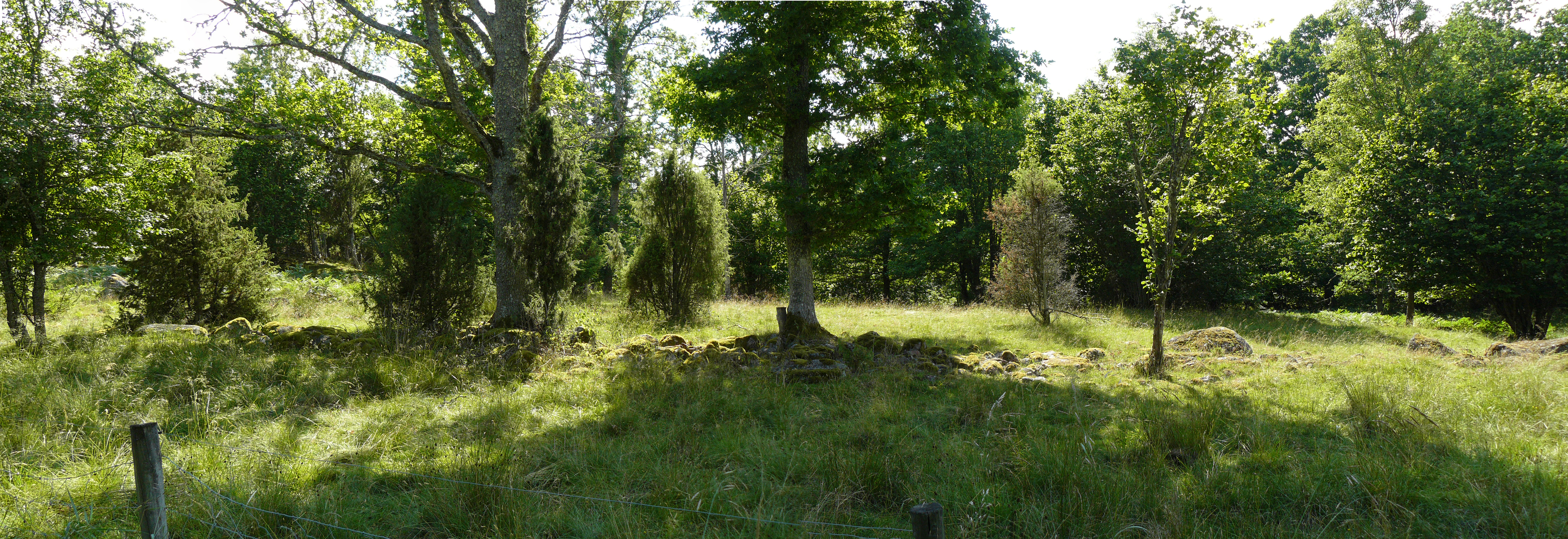
Hägnadssystem i Hållingstorp i Vists socken.
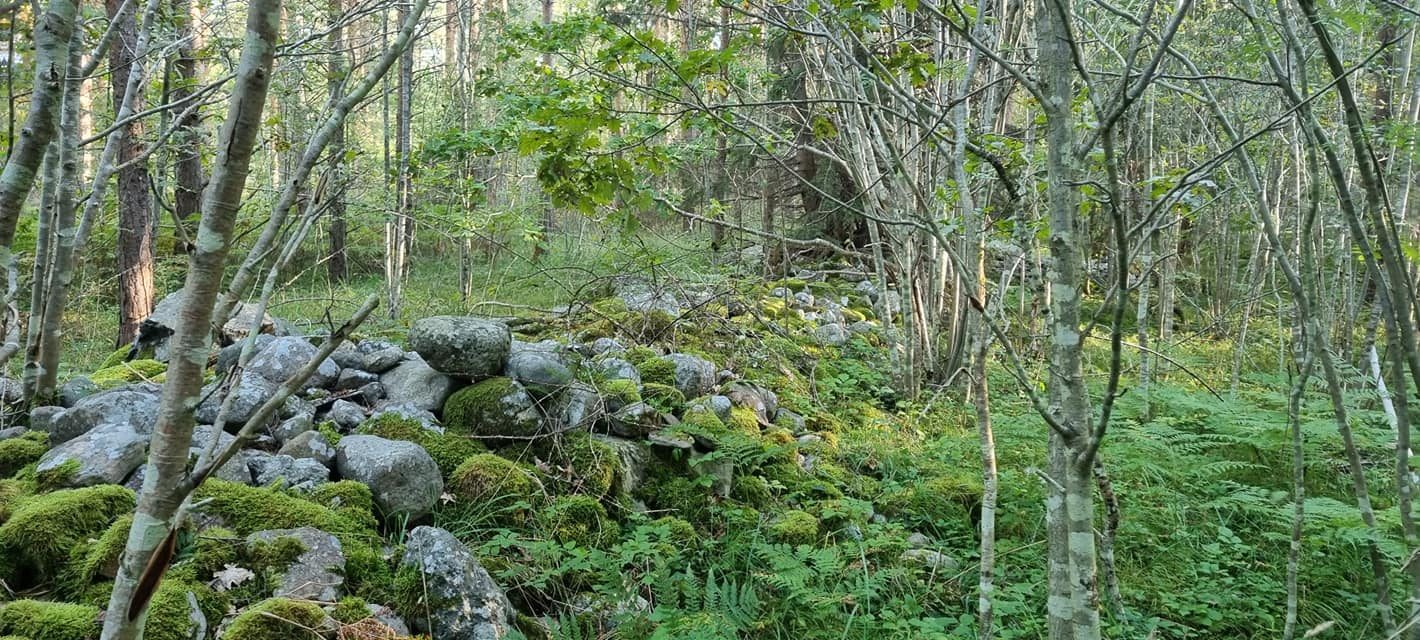
En cirka 5m bred stensträng i Eskelhems socken på Gotland.